# Regius Professor of Infectious Diseases (Imperial)
Der Regius Professor of Infectious Diseases ist eine 2016 durch Königin Elisabeth II. anlässlich ihres 90. Geburtstags gestiftete Regius-Professur für Infektionserkrankungen am Imperial College in London.

## Geschichte der Professur
2015 teilte Schatzkanzler George Osborne während des Vortrags zum Staatshaushalt Pläne mit, weitere Regius-Professuren anlässlich des 90. Geburtstags der Queen (26. April 2016) einzurichten. Anders als in früheren Zeiten geht mit den Ernennungen der jüngeren Vergangenheit aber keine Finanzierung mehr einher. Am 6. Juni 2016 wurde dieser Plan umgesetzt. Zusammen mit dieser Professur wurden elf weitere Professuren gestiftet.
Im Imperial College hatte schon Alexander Flemming das Penizillin entdeckt. Seitdem gilt das Institut als führend in der Erforschung von Infektionserkrankungen.

## Inhaber
| Name                 | Namenszusatz       | von  | bis  | Anmerkung |
| -------------------- | ------------------ | ---- | ---- | --- |
| David William Holden | F.R.S., F.Med.Sci. | 2016 | 2016 | Holden ist ein führender Experte für Salmonelleninfektionen, auf dessen Forschungen bahnbrechende Erkenntnisse über den Verlauf der darauf zurückzuführenden Infektionserkrankungen beruhen. |